# سواو
سواو شهری در شهرستان سواو در استان بولکیمده در بورکینافاسوی غربی مرکزی است جمعیت آن ۵۹۰۸ نفر است.